# セシール
株式会社セシール（英: Cecile Co., Ltd.）は、ニフティ（ノジマ）傘下の通信販売会社。
本稿では、2013年（平成25年）6月30日まで存在したフジサンケイグループの株式会社セシール（初代法人。後のディノス・セシール、現在のDINOS CORPORATION）についても述べる。

## 沿革
1972年に正岡道一が香川県高松市で有限会社アジア物産を設立し、1974年の東洋物産株式会社への組織変更を経て、1983年に株式会社セシールに商号変更。創業当初の主な事業はストッキングの職域販売であり、官公庁や病院などの女性が多い事業所を中心に販売を伸ばしていった。
1980年代以降、職域販売から個人向けの通信販売へと業態を変化、取扱い品目も増やしていき、1993年には年商2000億円を超える女性向け通販大手にまで成長し、株式店頭公開を果たした。
キッザニア甲子園のオフィシャルスポンサーをつとめており、同施設内にパビリオンを設けていた。

### ライブドアグループ入り
販売が低迷したこともあり、2005年10月21日に、ライブドア（現：LDH）、ライブドアマーケティング（現：メディアイノベーション）の2社と資本業務提携契約を締結。株式公開買付けと新株予約権の付与により、ライブドアマーケティングの連結子会社となった。2006年4月13日に、ライブドアマーケティングが保有するセシールの全株式をライブドアに譲渡し、セシールはライブドアの直接の連結子会社となった。
2006年より特定株主において持株比率が75%を超える状態が生じたため、東証はセシール株式を監理ポストに割り当てることになった。その後、2007年1月24日付でこの状態が解消したとして、この措置は解除され上場廃止をまぬがれることとなった。

### フジサンケイグループ入り
2005年にライブドア事件が発覚して以降も、ライブドアオート（現：カーチスホールディングス）、メディアイノベーションなどとは異なり、セシールがライブドアグループを離脱する動きはなかった。
しかし2009年5月14日に、株式会社フジ・メディア・ホールディングス（FMHD、フジサンケイグループ）の子会社である株式会社フジ・メディア・サービスが、セシールの株式の公開買付けを行うと発表。この時点で、セシールもこれに賛同したほか、FMHDは筆頭株主のLDHほか2社から株式を取得することで合意していた。翌5月15日から7月1日まで公開買付けが行われ、フジ・メディア・サービスが議決権で78.06%の株式を取得して子会社化した。2010年3月8日には株式交換を実施し、フジ・メディア・サービスがセシールを完全子会社化した（これに先立つ2月24日付で上場廃止）。
2010年3月10日、FMHDは同年2010年4月1日に、FMHD傘下の通販事業会社の株式会社ディノスと株式移転方式で中間持株会社「株式会社フジ・ダイレクト・マーケティング」を設立して経営統合することを発表し、同日付でフジ・メディア・サービスが保有していたセシールの全株式がFMHDに譲渡された。株式移転は予定通り行われ、セシールはディノスと共にフジ・ダイレクト・マーケティングの完全子会社となった。
2013年7月1日、ディノスを存続会社としてセシール並びにフジ・ダイレクト・マーケティングを吸収合併し「株式会社ディノス・セシール」となった。法人としては消滅したが、セシールは「ディノス・セシール」の通販ブランドとして継続して使用された。またセシール本店（高松市観光町、旧セシール第3ビル）は、ディノス・セシール高松本社（現：高松オフィス）として機能し、同社の西日本地区の拠点となる。旧セシール第3ビルの斜め向かいにあり、本社機能が分散していた旧セシール第5ビル（こちらを対外的に本社事務所所在地としていた）は合併後に穴吹興産に売却された後、さらに2014年に高松高等予備校に転売され、まず同年末に模擬試験会場として暫定供用開始し、2015年度に桜町の現校舎から全面移転する。

### ニフティ傘下へ
2020年11月26日に、ディノス・セシールの行っている事業のうちセシール事業を、2021年3月1日をもってノジマ子会社のニフティに譲渡すると発表した。ディノス・セシールからセシール事業を新設吸収分割した株式会社セシール（新社）を2020年12月1日に設立、ニフティ側も通販事業を統括する中間持株会社としてニフティ・セシール株式会社を同月16日に設立した上で、セシールとその関連会社をニフティ・セシール傘下に移行させるスキームを採っている。ディノス・セシールはこの事業譲渡にあわせてDINOS CORPORATIONに社名変更している。

## グループ会社
- 株式会社セシールビジネス&スタッフィング - 完全子会社。労働者派遣業、アウトソーシング等
- 株式会社セシールコミュニケーションズ - コンタクトセンター、テレマーケティング

### 過去のグループ会社
- 株式会社セシールロジスティクス - 完全子会社。物流サービス
- 株式会社セシールプラス - 完全子会社。店舗販売、催事販売、法人向け販売
- 株式会社セシールブランドクリエイト - 完全子会社。カタログ作成

## コマーシャル
CMでは最後に必ずサウンドロゴとして「♪セシ〜ル…」と女性数人の声で歌われた後に、フランス語で「Il offre sa confiance et son amour.」（フランス語発音: [il ɔfʁ sa kɔ̃fjɑ̃ːs e sɔn amuːʁ] イル・オフル・サ・コンフィアンス・エ・ソン・アムール、「愛と信頼をお届けする」）と静かに低音で話す男性の声を流していた。以前、元北海道日本ハムファイターズの岩本勉（現・野球評論家）がしばらく連呼していたこともあるほか、「ダウンタウンのごっつええ感じ」ではパロディとして「セシール」「イオンソソナモンセソナモン」といった意味不明な掛け合いが放送された。
この旨は2006年7月5日にフジテレビ系で放送の「トリビアの泉」で取り上げられた。ちなみに同社は2004年1月1日の元日特番放送の際に、この番組のスポンサーとして参加したことがある。他にも朝日放送テレビで長年に渡って放送され続けている「探偵!ナイトスクープ」でも、「しもふさ君　幸せそうなのに」というふうに聞こえるとして取り上げられ、真相を調べると共に、上記のことがわかった旨が放送された。
テレビCMの全国放映開始後、最後のフランス語のセリフについての問い合わせが殺到すると共に、セシールの知名度も急上昇し、売上高も創業当時から約7倍に跳ね上がったという。
なお、テレビCMの全国放映は、1994年10月以来休止していたが、2003年12月1日から再開し、この「Il offre...」の男性の声優も一新した。2003年のCMから、男性声優の話し方が前に比べ少々明るめになっている。2004年10月から再び休止し、餃子偽装販売事件が発生したことを機に、ロゴマークを小文字に変更した。
2008年2月より、サウンドロゴをリニューアルし、CMを再開した。前述のフジサンケイグループ入り後に制作された2010年11月のCMでは、同グループ傘下のテレビ局であるフジテレビの人気番組「ポンキッキシリーズ」のマスコットキャラクターであるムックを起用している。
なお、1981年に旧社名である東洋物産のテレビCM（外国人女性がレオタード着用でらせん階段を下るCM）ではナレーションで「愛と信頼の足音」、画面で「北海道から沖縄まで愛と信頼をお届けします」とあり、キャッチコピーとしては前述以前から使われていた。
2017年5月12日より、「Il offre...」のフレーズが復活。ただし以前と違いサウンドロゴは冒頭に入り、声優は女性に変更された。
2024年9月9日から、かつて所属していたフジサンケイグループ傘下のラジオ局であるニッポン放送にて、サウンドロゴ入りのラジオCMの放送を開始した。
また、2023年10月5日に丸井グループ傘下のエポスカードとのコラボレーションにより発行を開始したクレジットカード「セシールエポスカード」のカード券面にも「Il offre sa confiance et son amour」の表記がある。

### 過去のスポンサード番組
⚫️は旧社名の東洋物産提供番組。
- 月曜ワイド劇場（テレビ朝日）
- 火曜サスペンス劇場（日本テレビ）
- テレビ三面記事 ウィークエンダー（日本テレビ）⚫️
- 日本テレビ水曜10時枠の連続ドラマ（同上）
- 水曜グランドロマン（同上）
- 土曜ワイド劇場（テレビ朝日）
- こんな学園みたことない!（読売テレビ制作・日本テレビ系）- 一社提供
- フジテレビ水曜8時枠の連続ドラマ（フジテレビ）
- フジテレビ木曜8時枠の連続ドラマ（同上）
- ビートたけしのつくり方（同上）
- 関西テレビ制作・月曜夜10時枠の連続ドラマ（同上）
- いつか誰かと朝帰りッ（同上）
- 金曜エンタテイメント（同上）
- ミュージックステーション（テレビ朝日）
- 月曜ドラマスペシャル（TBS）
- 月曜ミステリー劇場（同上）
- 驚きももの木20世紀（朝日放送制作・テレビ朝日系）
- たけしの誰でもピカソ（テレビ東京）
- ワールドビジネスサテライト土曜版（テレビ東京）
- 世界ウルルン滞在記（毎日放送制作・TBS系）
- 報道特集NEXT（TBS）
- うたばん（TBS）
- 土曜スペシャル（テレビ東京系列）
- ソロモン流（同上）
- 日曜ビッグバラエティ（同上）
- ワールドビジネスサテライト（同上）
- 世にも奇妙な物語（フジテレビ系）
- さんまのまんま（関西テレビ制作・フジテレビ系）

## 不祥事

### 心身障害者用低料第三種郵便物不正利用
2006年11月から2007年5月にかけて、心身障害者団体が福祉目的で刊行する定期刊行物に適用される低料第三種郵便物制度を悪用し、ダイレクトメールの販促チラシ35万部を発送していた事案が内部調査で判明したことを、セシールは2009年5月14日に発表した。
心身障害者用低料第三種郵便物の承認を受けた定期刊行物に販促チラシを同封し、2006年11月に5万部、2007年1月に10万部、2007年5月に20万部を発送していた。兵庫県の広告代理店の提案で利用したもので、セシールでは「不適正利用であるという認識がなかった」としている。不正利用が判明したことで、セシールでは普通郵便で送付した場合との差額分を郵便事業株式会社（現：日本郵便）に自主返納するとしており、差額はセシールの試算によれば、2,287万2,000円と見込んでいる。
その後、セシールでは2009年10月30日までに、正規郵便料金の未払金に見合う金額を解決金として支払うことで郵便事業会社と合意したと発表し、2010年3月期に約2,100万円を解決金として特別損失に計上する予定とした。
同時期にはベスト電器などでも同様の手口で、心身障害者用低料第三種郵便物制度を悪用したダイレクトメール送付が相次いでおり社会問題ともなった。2008年（平成20年）11月28日には日本郵便から「心身障害者用低料第三種郵便物ご利用に当たってのお願い」、2009年3月2日には「心身障がい者用低料第三種郵便物の不適正利用に関する再発防止策の実施」の注意文書が発表された。